# مل وان ميوزيك أوورد
ملون ميوزيك أوورد هو حفل رائد في توزيع الجوائز الموسيقية يقام سنويا في كوريا الجنوبية وتنظمه لوين إنترتينمنت من خلال (ملون) مخزن الموسيقى على الإنترنت. الحكم على الفائزين عبر معرفة عدد المبيعات الرقمية والأصوات عبر الإنترنت.

## وصلات خارجية
- الموقع الرسمي
- الموقع الرسمي
- . على يوتيوب